# Dogmatica ecclesiale

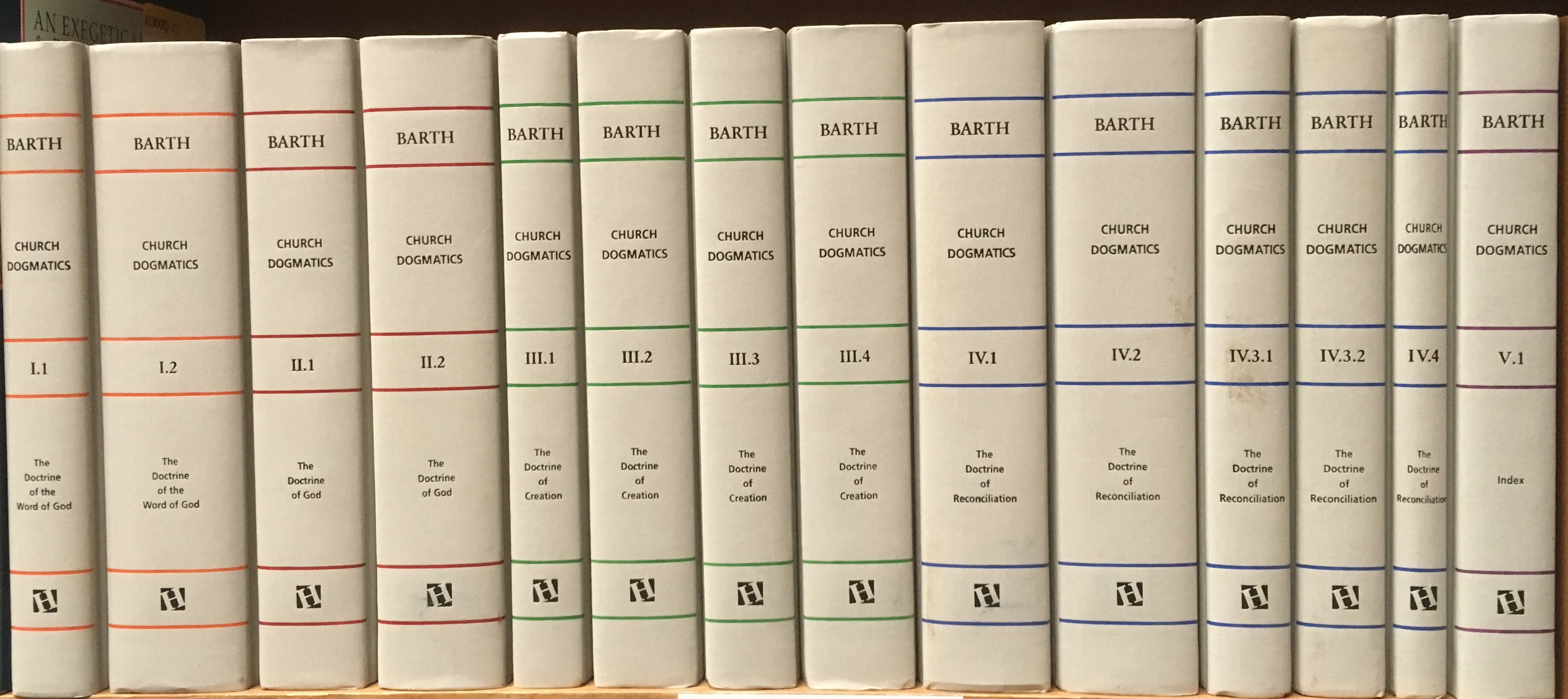
La Church Dogmatics' di Karl Barth, in lingua inglese.

Dogmatica ecclesiale è la summa teologica e il capolavoro di Karl Barth. Fu pubblicata in quattro volumi e tredici parti tra il 1932 e il 1967. Il quarto volume è rimasto incompiuto e ne fu pubblicato solo un frammento della parte finale, mentr eun quinto volume fu pianificato e mai scritto.

## Importanza nel mondo accademico
È considerata come una delle opere teologiche più importanti del XX secolo e rappresentò l'apice della produzione teologica di Karl Barth. Quest'ultimo diede alle stampe la prima parte del primo volume nel 1932 e continuò a lavorare all'opera fino al 1968, anno della morte, quando aveva raggiunto un totale di dodici parti e di oltre 6 milioni di parole.
L'opera fu inizialmente consegnata nella forma di lezioni di un corso universitario agli studenti di Bonn nel 1932 e poi, dal '35 al '62, a quelli di Basilea.
La quarta parte del quarto volume fu pubblicata incompleta nel 1967, al di fuori del mondo accademico.

## Contenuto
Il progetto iniziale dell'opera prevedeva cinque volumi:  la "Dottrina della Parola di Dio" (CD I), la "Dottrina di Dio" (CD II), la "Dottrina della Creazione" (CD III), la "Dottrina della Riconciliazione" (CD IV, incompiuta) e la "Dottrina della Redenzione" (CD V, mai scritta). I primi quattro volumi furono pubblicati nelle seguenti parti:
1. CD I/1: La dottrina della Parola di Dio, Parte 1: Barth getta le basi per intraprendere una simile attività. In questo volume discute lo scopo e l'obiettivo della serie monografica, la forma, la natura e la conoscibilità della Rivelazione. Quindi, inizia un'esplorazione approfondita ma fondamentale del ruolo della Trinità nella rivelazione di Dio al genere umano.[1]
2. CD I/2: La dottrina della Parola di Dio, Parte 2: Barth discute l'Incarnazione del Verbo, il ruolo particolare (ma anche generale) dello Spirito, la natura e il ruolo della Scrittura rispetto alla Parola, e la risposta della Chiesa.[2]
3. CD II/1: La dottrina di Dio, Parte 1: Barth presenta un fondamento per la conoscenza di Dio, seguito dalla realtà (Essere e Natura) di Dio.[3]
4. CD II/2: La Dottrina di Dio, Parte 2: In uno dei volumi più notevoli di Barth, egli discute due argomenti principali, l'elezione divina e il comandamento di Dio. All'interno, Barth affronta il tema della predestinazione, la risposta umana e i suoi fondamenti ontologici.[4]
5. CD III/1: La dottrina della creazione, Parte 1: In uno dei suoi volumi più brevi, Barth discute il nesso tra alleanza e creazione, così come lo scopo della creazione nel rapporto di Dio con l'umanità.[5]
6. CD III/2: La Dottrina della Creazione, Parte 2: Barth discute la relazione Dio-uomo dal punto di vista umano, l'umanità come parte del patto con Dio, l'essere semi-autonomo, e l'essere ancora dipendente.[6]
7. CD III/3: La Dottrina della Creazione, Parte 3: Questo volume si addentra in questioni quali la divina provvidenza, Dio come Padre e Signore, nonché la relazione tra Dio e il "nulla". Il volume si chiude esplorando il Regno dei Cieli e i suoi elementi costitutivi.[7]
8. CD III/4: La dottrina della creazione, Parte 4: il volume verte principalmente sulle reazioni etiche alla creazione e le azioni degli esseri umani in risposta alla Parola di Dio, esplorandole all'interno di quattro regni delle libertà umane: libertà davanti a Dio, libertà nella comunione, libertà per la vita e libertà nella limitazione.[8]
9. CD IV/1: La dottrina della riconciliazione, Parte 1: uno dei volumi più consistenti, considerato da Barth come uno dei più importanti, al punto da dichiarare: "Sono stato molto consapevole della grande responsabilità riposta in capo al teologo nell'ambito questo argomentoi centrale per tutta la conoscenza cristiana. Fallire qui significava fallire ovunque".[9]   Questo volume si proponeva di discutere alcuni aspetti del ruolo di Gesù Cristo come servitore di Dio, esplora la Sua obbedienza di Cristo al comandamento di Dio, l'orgoglio e la caduta dell'umanità, la giustificazione dell'umanità e l'azione dello Spirito Santo nella comunità cristiana che si formò di seguito.[10]
10. CD IV/2: La Dottrina della Riconciliazione, Parte 2: il volume è incentrato sulle azioni di Gesù Cristo come servitore di Dio e Signore dell'umanità. Include temi come l'esaltazione di Cristo, l'indolenza dell'umanità, la sua santificazione e la vita comunitaria cristiana retta dallo Spirito. Il volume si conclude con una profonda riflessione sull'interazione dello Spirito con l'amore interno alla comunità cristiana.[11]
11. CD IV/3: La dottrina della riconciliazione, Parte 3: il volume è stato stampato come un insieme di due libri, comunemente noti come CD IV/3.1 e CD IV/3.2. CD IV/3.1 descrive Gesù Cristo come vero testimone di Dio e nella gloria di mediatore, mentre l'umanità è condannata.[12] CD IV/3.2 prosegue il tema di Gesù Cristo come vero testimone di Dio, discuentedo la particolare vocazione degli esseri umani, il suo obiettivo, la speranza cristiana e il ruolo dello Spirito Santo nel mandato della comunità dei fedeli.[13]
12. CD IV/4: La dottrina della riconciliazione, Parte 4: conosciuta anche come La vita cristiana, la sezione finale consiste nel comandamento di Cristo per la risposta umana (alla chiamata alla salvezza in Gesù Cristo), intesa come una risposta etica, fondata sullo zelo e sull'impegno per la rettitudine.[14]

## Contesto
Il pianoi editoriale di Barth era in origine il seguente:
(Barth, K: Church Dogmatics I.1)
Barth morì prima di iniziare a redigere il quinto volume. 
Una presentazionecompleta della Dogmatica ecclesialepuò essere rinvenuta nella puntata della serie Making of Modern Theology dedicata all'autore.
La serie monografica fu originariamente scritta in tedesco e fu poi tradotta in inglese sotto la direzione editoriale di TF Torrance e GW Bromiley.